# Kujawsko-Pomorski Związek Piłki Nożnej
Kujawsko-Pomorski Związek Piłki Nożnej – organ terenowy Polskiego Związku Piłki Nożnej z siedzibą w Bydgoszczy; jeden z 16 Wojewódzkich Związków Piłki Nożnej w Polsce zarządzający rozgrywkami piłkarskimi w woj. kujawsko-pomorskim.

## Historia
Związek powstał 25 lutego 1923 roku jako Toruński Okręgowy Związek Piłki Nożnej. W styczniu 1928 roku odbyły się kolejne wybory TOZPN podczas których wybrano nie tylko nowe władze, ale podjęto także uchwałę, na podstawie której nastąpiła zmiana nazwy okręgu oraz siedziby władz okręgowych. Nowa nazwa brzmiała Pomorski Okręgowy Związek Piłki Nożnej z siedzibą w Bydgoszczy. Nowym prezesem okręgu wybrano Zygmunta Kochańskiego. W 1928 roku w skład związku wchodziło tylko 16 klubów, w 1931 roku występowało na boiskach 31 klubów. W roku 1939 związek zrzeszał 51 klubów.
Pierwsze zebranie organizacyjne po okupacji odbyło się już w roku 1945. Prezesem wybrany został ponownie Zygmunt Kochański, zaś wiceprezesami Stanisław Lehmann, Stanisław Włosek i Bernard Golz oraz Władysław Przybysz. Rok później do rozgrywek przystąpiło 35 klubów.